# Campo de Belchite
Il Campo de Belchite (in aragonese: Campo de Belchit) è una delle 33 comarche dell'Aragona, con una popolazione di 5 505 abitanti; suo capoluogo è Belchite.
Amministrativamente fa parte della provincia di Saragozza, che comprende 17 comarche.